# Vibeke Stene
Vibeke Stene (ur. 17 sierpnia 1978) – norweska sopranistka znana z występów w gothicmetalowej grupie Tristania.
Dołączyła do zespołu na krótko przed nagraniem pierwszego dema, początkowo miała być muzykiem sesyjnym, lecz została w Tristanii na stałe. 27 stycznia 2007 r. zdecydowała się opuścić grupę, by móc poświęcić się pracy jako nauczycielka śpiewu.

## Dyskografia

### Tristania
- Tristania (EP) (1997)
- Widow's Weeds (1998)
- Widow’s Tour (VHS) (1998)
- Beyond the Veil (1999)
- World of Glass (2001)
- Ashes (2005)
- Illumination (2007)

### Green Carnation
- Journey to the End of the Night (1999) – gościnnie śpiew w utworach In the Realm of the Midnight Sun, My Dark Reflections of Life and Death i Under Eternal Stars

### Samael
- Solar Soul (2007) – gościnnie śpiew w utworze "Suspended Time"